# Dinotrema kempei
Dinotrema kempei är en stekelart som först beskrevs av Karl-Johan Hedqvist 1973.  Dinotrema kempei ingår i släktet Dinotrema och familjen bracksteklar. Arten är reproducerande i Sverige. Inga underarter finns listade i Catalogue of Life.